# Сепарово
Сепарово (пол. Separowo) — село в Польщі, у гміні Ґраново Ґродзиського повіту Великопольського воєводства.
Населення — 162 особи (2011).
У 1975-1998 роках село належало до Познанського воєводства.

## Демографія
Демографічна структура станом на 31 березня 2011 року:
|          | Загалом | Допрацездатний вік | Працездатний вік | Постпрацездатний вік |
| -------- | ------- | ------------------ | ---------------- | -------------------- |
| Чоловіки | 80      | 22                 | 55               | 3                    |
| Жінки    | 82      | 22                 | 46               | 14                   |
| Разом    | 162     | 44                 | 101              | 17                   |